# Canon EOS-1D X
A  Canon EOS-1D X  é uma câmera DLSR profissional da Canon. É a sucessora do carro-chefe anterior da empresa, a Canon EOS-1Ds Mark III e a Canon EOS-1D Mark IV. Foi anunciada em 18 de outubro de 2011 e lançada em março de 2012 com um preço de varejo sugerido de $ 6,799.00 (somente corpo)

## Recursos
A Canon EOS-1D X é uma DSLR Full-frame com 18.1 megapixels efetivos. A câmera é capaz de fazer vídeos em Full HD com taxas de quadro de 24, 25 e 30 fps ou HD a 50 ou 60 fps. A EOS-1D X tem dois processadores de imagem DIGIC 5+ para leitura e compressão do sensor e um DIGIC 4 separado dedicado à exposição automática. Foi lançada oficialmente em 20 de junho de 2012. Como a Canon EOS 5D Mark III e a Canon EOS-1D C, a câmera possui 61 pontos de foco automático, que são auxiliados por um sensor de medição de 100.000 pixels. A câmera possui um intervalo de configuração ISO de 50 a 204.800, que pode ser selecionado automaticamente ou ajustado manualmente. Como todas as câmeras full frame da Canon , a 1D X não possui um flash embutido. A câmera pode fotografar com disparo contínuo de 14 quadros por segundo em JPEG (com bloqueio de espelho, sem foco automático) e 12 quadros por segundo em RAW, JPEG, RAW + JPEG com foco automático e correção de aberração de lente. De acordo com a Canon, a taxa máxima de disparo é reduzida para 10 fps em configurações ISO de 32.000 ou superior. O visor da câmera tem uma ampliação estimada de 76x e 100% de campo de visão.
A câmera pode ser operada remotamente com um Transmissor de Arquivos Sem Fio Canon WFT-E6A, permitindo que um dispositivo externo habilitado para a Web controle a câmera. A unidade de transmissão de arquivos sem fio WFT-E6A também permite que o Bluetooth v2.1 + EDR incorpore dados de localização GPS em arquivos. A EOS-1D C também possui resistência contra poeira e clima. A Canon EOS-1D X e a EOS-1D C têm quatro botões de função personalizáveis na frente da câmera, dois que podem ser usados para fotografar verticalmente e dois para fotografar horizontalmente.